# Alberto Taboada
Alberto Alfredo Taboada (Buenos Aires, 24 maart 1943) is een Argentijns schilder, dichter en beeldhouwer. Hij heeft een uitgebreid oeuvre opgebouwd zowel in zijn vaderland Argentinië als in Nederland.

## Leven en werk
Alberto Taboada werd geboren op 24 maart 1943 in Buenos Aires, Argentinië. In 1968 behaalde hij de graad van architect na zijn studie stedenbouw en architectuur aan de Universiteit van Buenos Aires. Daarna werkte hij enige tijd als freelancer bij een farmaceutisch bedrijf en bij een architectenbureau. Tegelijk was hij docent kleurenleer aan de Universiteit van Buenos Aires.
In 1972 vestigde Taboada zich in Nederland waar hij ging studeren aan de Koninklijke Academie voor Kunst en Vormgeving in 's-Hertogenbosch. Van 1973 tot 1980 stond hij ingeschreven aan de Rijksacademie van Beeldende Kunsten in Amsterdam waar hij zich toelegde op beeldhouwen, tekenen, schilderen en grafiek. In 1981 werd hij genaturaliseerd tot Nederlander. Hij bewoonde enige jaren het Kasteel Waardenburg
Van 1986 tot 2008 was Alberto als docent verbonden aan de Koninklijke Academie van Beeldende Kunsten in Den Haag in de vakken perspectieftekenen, beschrijvende geometrie, kleurenleer en interieurontwerp.